# Collegiata di Santa Maria Assunta (San Gimignano)
La basilica collegiata di Santa Maria Assunta, conosciuta anche come il duomo di San Gimignano è il principale luogo di culto cattolico di San Gimignano, sede dell'omonima parrocchia affidata al clero dell'arcidiocesi di Siena-Colle di Val d'Elsa-Montalcino.
Situata in piazza del Duomo è alla sommità di un'ampia scalinata dalla quale domina il lato occidentale della piazza. Eretta forse nel 1056 e sicuramente consacrata nel 1148 venne prima ristrutturata nel 1239 e poi ingrandita nel 1460 su progetto di Giuliano da Maiano.
La spoglia facciata è il frutto della sistemazione duecentesca per poi essere più volte trasformata nel corso dei secoli con l'apertura delle due porte laterali e delle finestre circolari. L'interno a tre navate divise da colonne richiama lo stile delle pievi casentinesi; le navate furono coperte da volte nel XIV secolo, nel XV secolo Giuliano da Maiano progettò l'allungamento della crociera e del presbiterio e costruì le cappelle della Concezione e di Santa Fina. Tutte le pareti e le volte sono ricoperte di affreschi realizzati da vari artisti e principalmente da Lippo Memmi e da Bartolo di Fredi. Nel corso della seconda guerra mondiale la chiesa ed i suoi affreschi subirono notevoli danni, riparati da ripetute campagne di restauri.
Nel dicembre del 1932 papa Pio XI la elevò alla dignità di basilica minore.

## Storia
Nel 949 risulta esistente una plebe ecclesiae Sancti Johanni ma non è certo che corrisponda all'attuale ubicazione dell'edificio, visto che al di fuori delle mura di San Gimignano e più precisamente nei pressi delle fonti di Pietratonda, nel XIII secolo risulta un'indicazione toponomastica come Pieve Vecchia.

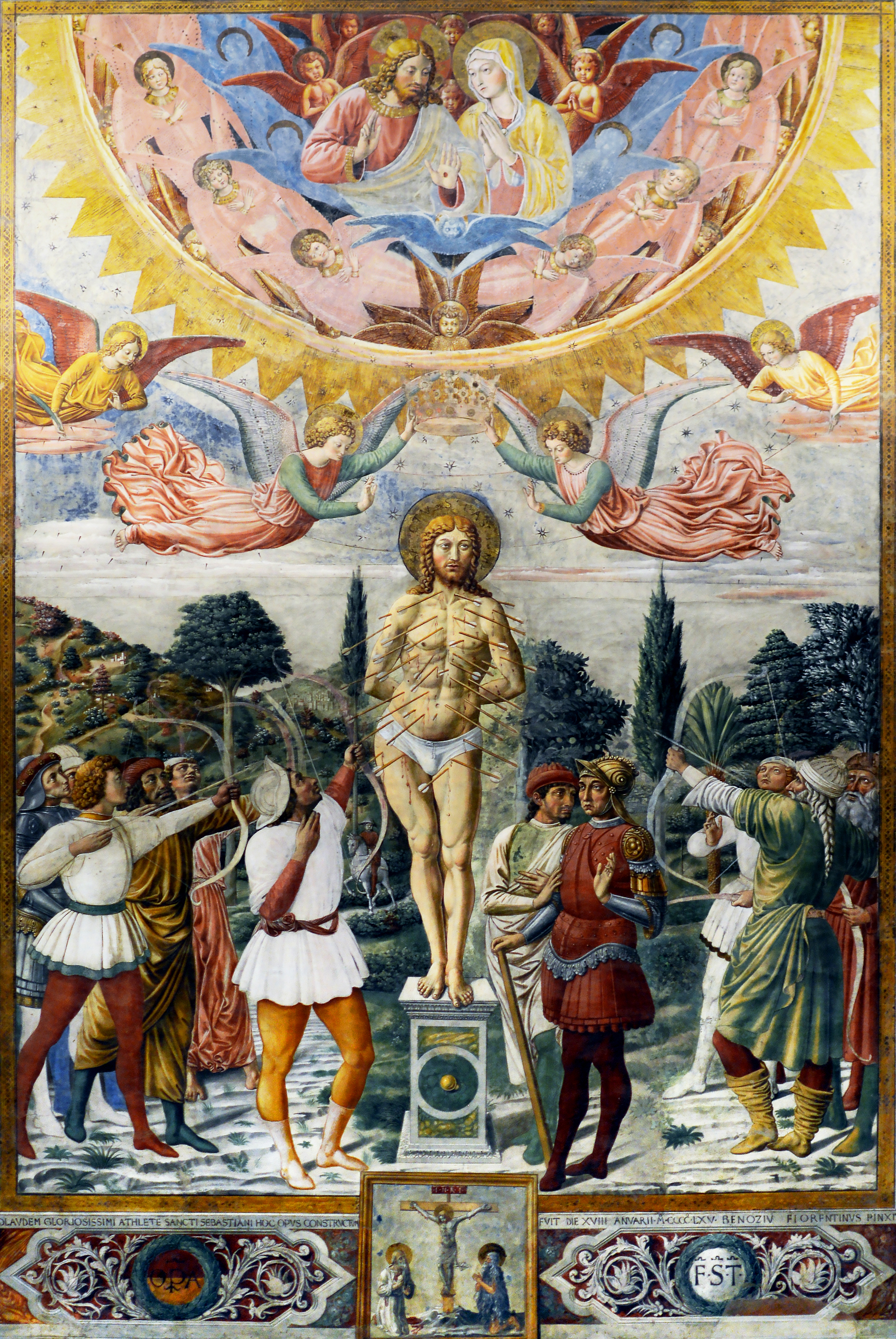
Martirio di San Sebastiano, Benozzo Gozzoli

La plebe S.Johannis qui sito burgo S. Jeminiani faceva parte della diocesi di Volterra che ne controllava direttamente anche il territorio. Verso la metà dell'XI secolo il territorio della pieve venne occupato dai Conti Cadolingi, i quali il 1º dicembre 1059 ne restituirono metà al vescovo volterrano. Nel 1056 papa Vittore II elevò la pieve di San Giovanni a San Gimignano al titolo di Propositura; le prime notizie del capitolo di canonici risalgono però solo all'11 settembre 1118 quando alla chiesa vennero donate delle case poste nel castello della Pietra.
Nel corso della prima metà del XII secolo l'importanza del castello di San Gimignano crebbe costantemente e di conseguenza anche l'importanza della sua chiesa principale. La pieve venne trasferita all'interno del borgo e ricostruita e alla data 21 novembre 1148 venne consacrata e intitolata a San Geminiano alla presenza di papa Eugenio III e di 14 prelati, tale avvenimento è ricordato in una lapide murata in facciata. Nella seconda metà dello stesso secolo l'autorità e la potenza di San Gimignano crebbero ancora e la cittadina riuscì a conquistare l'autonomia comunale affrancandosi dal suo antico signore, il vescovo di Volterra. La nuova autonomia comunale venne subito riconosciuta dal papa Alessandro II che in data 29 dicembre 1171 e 23 aprile 1179 inviò due bolle al castrum S. Geminiani cum suis pertinentiis et plebe, et parochialisbus ecclesiis. Nello stesso periodo il proposto disponeva, all'interno del piviere, di un territorio del quale era signore assoluto; la disponibilità di un vero e proprio feudo del proposto all'interno del territorio del piviere venne concessa dal vescovo di Volterra Pietro già alla fine dell'XI secolo e tale privilegio venne confermato il 29 gennaio 1182 da papa Lucio III. L'essere anche un feudatario permise al proposto di San Gimignano, e in special modo al proposto Lamberto attivo tra il 13 agosto 1192 e il 21 marzo 1231, di influire in maniera massiccia sulle vicende politiche della Val d'Elsa
Nel XII secolo la chiesa divenne il centro della vita civile del castello e spesso venne usata quale sede per importati atti politici, come ad esempio il 15 maggio 1199 quando ante plebem venne firmato l'atto di sottomissione del castello d Montignoso mentre, nello stesso periodo, sotto il campanile della chiesa il sabato si svolgeva il mercato del bestiame. Durante il lungo pievanato di Lamberto l'edificio venne ridefinito ed ebbe la rotazione dell'orientamento tanto che al posto della vecchia abside venne costruita la nuova facciata che ora si rivolgeva verso la piazza dove transitava la via Francigena e dove stavano sorgendo gli altri edifici sedi del potere civile della città. Alla data 21 marzo 1231 risulta realizzato il choro plebis e nel 1239 il podestà di San Gimignano deliberò lo stanziamento di una somma per completare la facciata, ancora incompiuta e i lavori vennero affidati a Matteo Brunisemd. Insieme alla nuova chiesa vennero edificati anche gli edifici attigui: il 23 dicembre 1212 risulta esistente il chiostro e verso la metà del XIII secolo il complesso ecclesiale comprendeva anche un palazzo usato per le riunioni del consiglio generale, di un campanile, di un dormitorio con porticato e di uno spedale dedicata alla Santa Croce.
Il successore del pievano Lamberto, il proposto Berlingerio, mantenne e accrebbe ulteriormente i suoi poteri; il 4 giugno 1251 venne nominato esecutore papale e il 6 aprile 1254 ottenne, da papa Innocenzo IV, la conferma di tutti i privilegi per sé e per i suoi canonici regolari. Nello statuto comunale del 1255 il comune emanò tutta una serie di norme per la gestione della fabbrica della pieve che era considerata a tutti gli effetti come un edificio pubblico; la gestione della fabbrica della chiesa venne affidata ad un'Opera direttamente dipendente del potere civile. Nello stesso anno l'opera della fabbrica della pieve decise di realizzare numerosi interventi per il completamento della chiesa; venne deciso di costruire un pergamo e il nuovo fonte battesimale, realizzato nel 1257 dal maestro Nicoletto da Poggibonsi. Nel 1264 il consiglio comunale, tenutosi nel coro della pieve, stanziò una somma di denaro da destinarsi al maestro Ranieri da Colle che ebbe l'incarico di realizzare la scalinata antistante la facciata; venne inoltre deliberato che tale scalinata venisse realizzata per compensare il dislivello della piazza e che per la sua realizzazione si usasse il pietrame di Castelvecchio. Nel 1274 le principali opere architettoniche erano completate e in quello stesso anno Rinaldo da Siena iniziò ad affrescare la fiancata meridionale.
Negli anni tra il 1274 e il 1280 risulta che i canonici di San Gimignano abitassero in un attiguo edificio di loro proprietà e nello stesso arco di tempo ricoprirono il ruolo di sottocollettori per le decime della diocesi volterrana. Tra i nominati a tale incarico vi fu anche il proposto Lando che ricopriva anche la carica di canonico della cattedrale di Volterra; tale incarico generalmente era dato ai rappresentanti di istituti religiosi molto ricchi e la pieve di San Gimignano lo era di sicuro, tanto che in quel periodo poteva contare su ben 60 chiese suffraganee che le garantivano una raccolta di ben 30 lire annue.

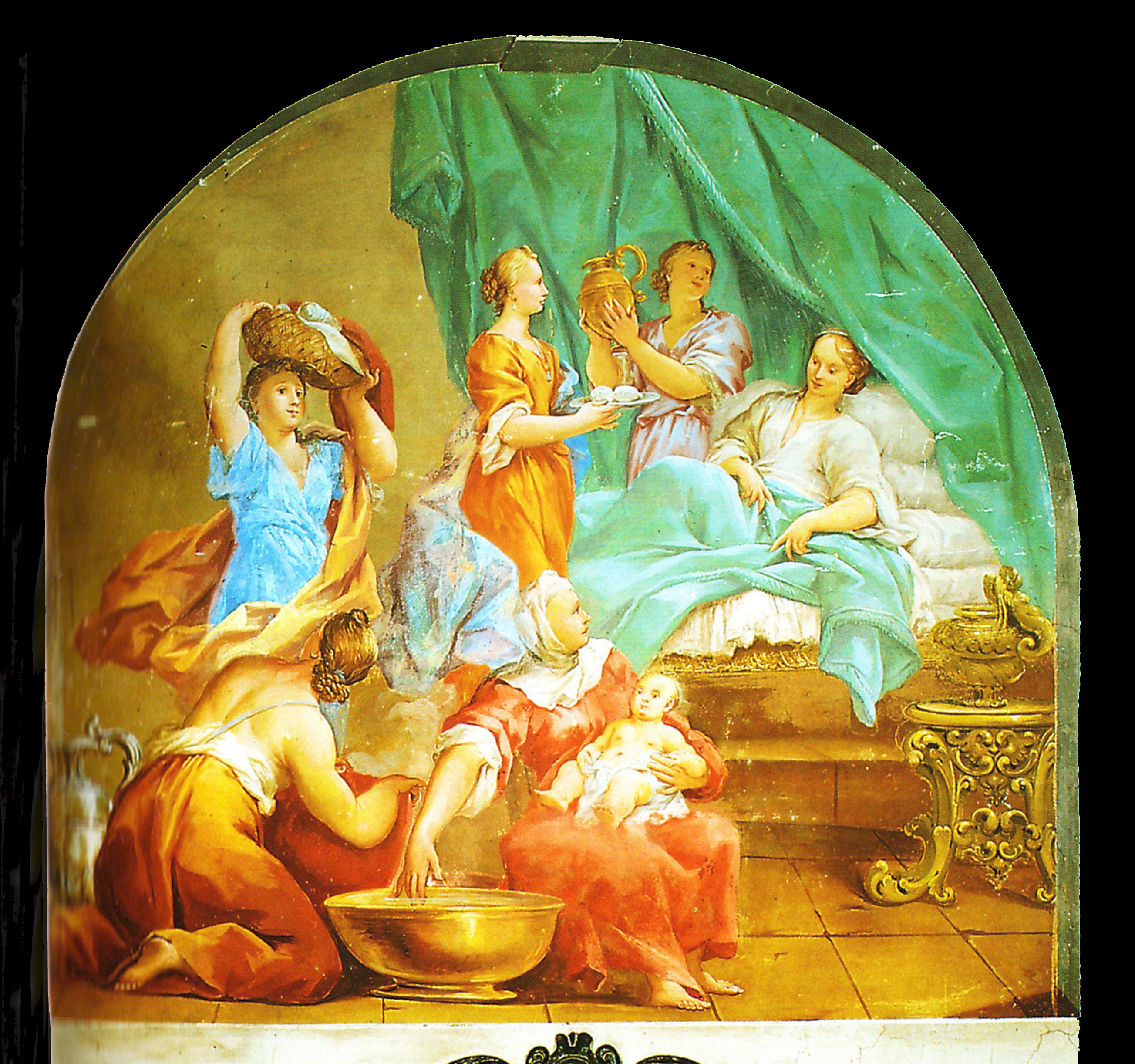
Nascita di Maria, Pier Dandini

I rapporti tra pieve e comune erano strettissimi e toccarono il culmine tra il 27 dicembre 1288 e il 4 aprile 1289, periodo in cui risultano date in permuta delle case e dei terreni per poter costruire il nuovo palazzo comunale sulla piazza principale, che grazie a questo intervento assunse l'aspetto attuale. Da parte sua il comune pochi anni dopo inserì nello Statuto del 1314 uno stanziamento di denaro pubblico per poter ingrandire il nuovo coro della chiesa. Nel corso del XIV secolo la situazione economica del piviere andò lentamente peggiorando nonostante potesse contare su delle costanti rendite agrarie. La situazione però era peggiorata all'interno del castello dove le facevano concorrenza le varie comunità religiose via via insediatesi Anche se in crisi le rendite erano ingenti: nel 1356 la sola pieve aveva una rendita di 99 lire annue e tutto il piviere rendeva 764 lire e 10 soldi; a contribuire la reddito vi era anche il cimitero (posto nell'attuale Piazza dei Pecori) le cui cappelle gentilizie avevano un reddito proprio.
Nel corso del XIV secolo la chiesa continuò ad essere arricchita di opere d'arte: nel 1356 venne affrescata la parete di sinistra da Bartolo di Fredi il quale nel 1367 affrescò con le Storie dell'Antico Testamento le pareti del claristorio; nel 1379 venne sostituito il vecchi fonte battesimale con uno nuovo in marmo opera del senese Giovanni Cecchi. Nel 1392 le volte della chiesa minacciavano rovina e vennero prontamente rifatte e subito dopo, nel 1393, Taddeo di Bartolo ne affrescava le pareti sottostanti.
Nel XV secolo le rendite della chiesa, dei terreni a lei sottoposti e delle numerose cappelle e altari al suo interno le garantivano ancora ottime entrate e grazie ad esse si proseguì con gli abbellimenti. A dare maggiore impulso agli interventi, tutti realizzati grazie all'impulso di Onofrio di Pietro operaio della pieve, ci fu anche la nuova dignità della chiesa che il 20 settembre 1471 venne elevata a Collegiata dopo aver già ottenuto nel 1462 da papa Pio II una larga autonomia dalla diocesi di Volterra di cui tuttavia continuò formalmente a far parte fino a fine Settecento. Venne chiamato Giuliano da Maiano il quale progettò sei cappelle del transetto, la nuova sacrestia e un nuovo ampliamento del coro che fu portato alle attuali dimensioni. Per potere realizzare quest'ultima opera si dovette demolire lo spigolo inferiore del campanile e il demolitore fu lo scalpellatore fiorentino Bartolomeo. Giuliano da Maiano fu chiamato nel 1458 a progettare e a dirigere i lavori per la cappella di Santa Fina. I lavori erano conclusi nel 1468 e l'interno della cappella venne affrescato da Domenico Ghirlandaio mentre l'altare è opera di Benedetto da Maiano. Pochi anni più tardi, nel 1477, venne costruita anche la cappella della Santissima Concezione che ebbe come modello la cappella di Santa Fina.
Nel 1575 la chiesa venne riconsacrata a Santa Maria Assunta e nello stesso anno il capitolo dei canonici era composto da 12 canonici con 30 cappellanie. Nei secoli seguenti la crisi economica e demografica che investì anche San Gimignano non consentì la realizzazione di alcun intervento degno di nota: nel 1632 venne chiuso il loggiato e trasformato in battistero; nel XVIII secolo la facciata venne stuccata e nel 1818 la stessa facciata venne dipinta a riquadri con scene di vita cittadina dal pittore Tommaso Baldini.
Nel 1782 la Collegiata entrò a far parte della diocesi di Colle Val d'Elsa. Nello stesso periodo si era ipotizzato di rendere concattedrale la collegiata e che la diocesi di Colle avrebbe preso il doppio titolo di Colle e San Gimignano con residenza alternata dei vescovi ogni sei mesi. Questo avrebbe reso San Gimignano città a tutti gli effetti ma non se ne fece niente.
Alla fine del XIX secolo, più precisamente nel 1893, iniziarono i restauri dell'edificio: gli affreschi furono restaurati e le colonne vennero stonacate mentre il 22 luglio 1896 la facciata fu stonacata e portata all'aspetto attuale.Altri restauri vennero fatti dopo la seconda guerra mondiale: nel 1951 durante i lavori venne rinvenuto nei pressi dell'attuale ingresso il pavimento in coccio pesto, la parte basamentale della primitiva abside centrale insieme a modeste tracce delle absidi minori. Nel 1970 il portico del chiostro venne riaperto.

## Esterno

### Facciata

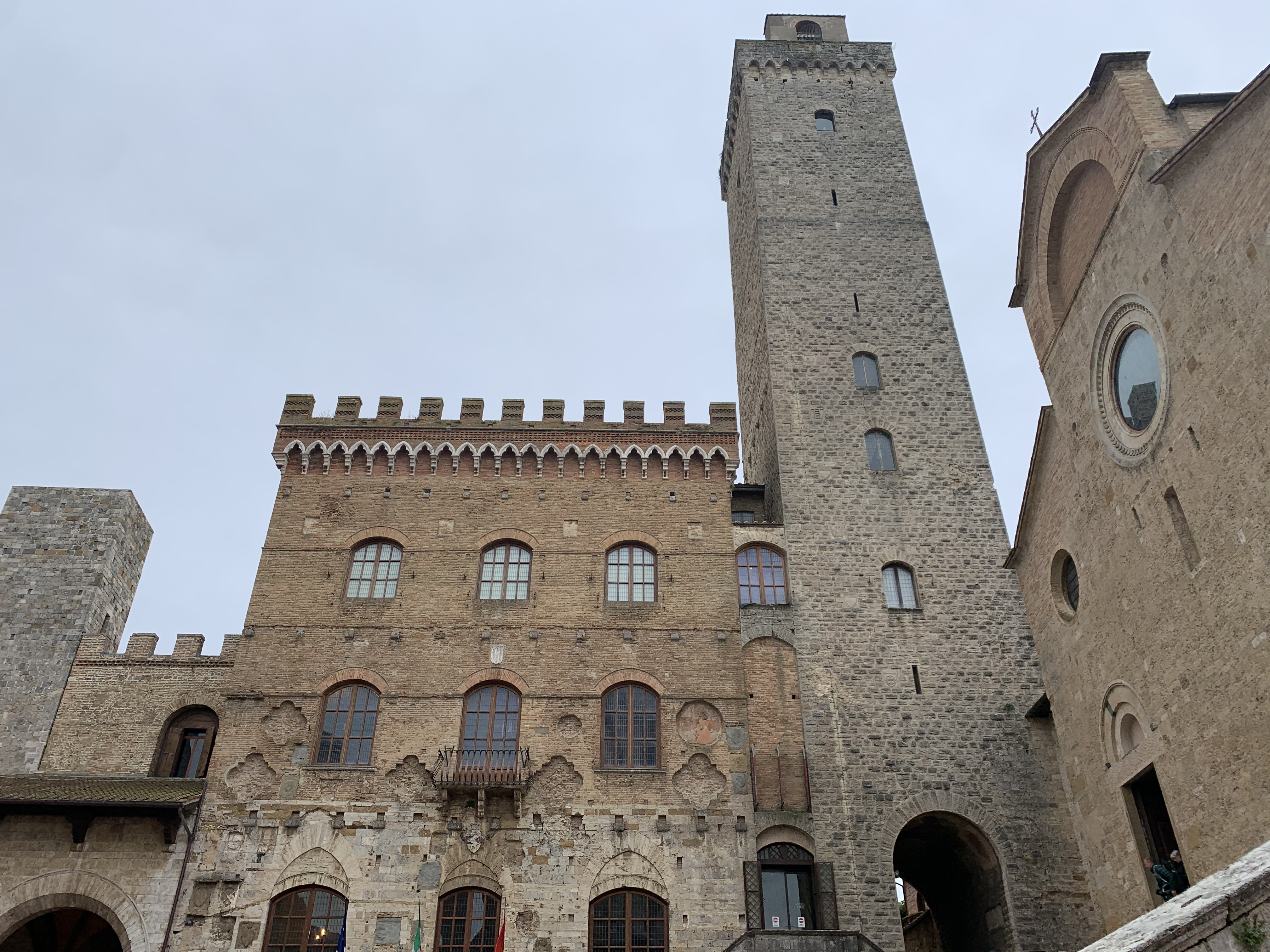
Torre Grossa a fianco al Duomo

La facciata che domina la piazza è di epoca romanica, risalente alla sistemazione duecentesca. La facciata a salienti sorge al posto della primitiva abside appartenente all'edificio del 1148; è preceduta da una scalinata ed è aperta da un doppio portale con arco e lunetta monolitica a tutto sesto e con la ghiera decorata a cordone, interessante è la presenza, nell'archivolto, di conci di gabbro, caso estremamente raro da trovarsi. Tutto il paramento della facciata è in travertino e poco sotto il rosone centrale è aperto da una feritoia obliterata, generalmente riconosciuta come unico elemento rimasto dell'antica abside, anche se non mancano voci discordi. La facciata è il frutto del cambio di orientamento della chiesa, avvenuto nella seconda metà del XII secolo; è facilmente notabile come tale intervento sia posteriore alla fase primitiva dell'edificio come si può vedere nel raccordo con i fianchi della chiesa ma precedente al rialzamento in cotto della navata centrale e perciò non è possibile datare al 1239 la realizzazione della facciata.
Nel 1239 Matteo Brunisemd lavorò alla facciata ma il suo intervento si dovrebbe limitare alla realizzazione del grande occhio in pietra sagomata posto al centro che venne inserito in precedenti strutture. La cornice dell'occhio è decorata con un motivo a foglie arrotondate e nervate e presenta una singolare somiglianza con un edificio civile situato in via San Matteo nella stessa San Gimignano, il quale presenta una identica decorazione scolpita e una trifora secondo il modello della architettura lucchese del XIII secolo. A questa datazione potrebbero corrispondere anche i due alloggiamenti per i bacini ceramici posti ai lati dell'occhio, visto che in Val d'Elsa la moda di arricchire le facciate degli edifici sacri con piatti in ceramica di produzione araba scoppiò nel XIII secolo e sono ancora visibili nelle facciate del duomo di San Miniato, nella chiesa di Marcignana, nella pieve di Castelfiorentino ecc. ecc.
La facciata venne rialzata con l'uso del laterizio e vi vennero aperte anche altri due occhi posti ai lati dell'occhio centrale e quasi in linea con i portali di accesso.
Il rosone centrale della facciata, Iridescenze è un'opera contemporanea (2003) dell'artista Marcello Aitiani.

### Claristorio e fianchi della chiesa
Il claristorio è il frutto di diverse fasi costruttive e presenta due serie simmetriche di sette monofore a doppio strombo con arco a tutto sesto, si differenziano quelle della parete meridionale perché hanno la ghiera decorata con un motivo a zig-zag. La muratura di questa zona dell'edificio è costituita da mattoni giallo-rosati disposti in maniera irregolare ed è coronata da una cornice colorita e sagomata e decorata sul solo fianco meridionale con decorazioni incise; tutta la fascia superiore è decorata con un motivo a dentelli che prosegue per tutta la lunghezza; la fascia mediana è decorata con un motivo a zig-zag anch'esso per tutta la lunghezza mentre nella fascia inferiore la decorazione è fatta mediante un motivo a foglie ellittiche ma è presente solo per un tratto. Una decorazione come quella presente nella fascia superiore e in quella mediana si trova anche nella pieve di Coiano, risalente alla fine del XII secolo mentre la decorazione con motivi vegetali unitamente al motivo a zig-zag è visibile nella ghiera del portale della pieve di Castelfiorentino nel quale è scolpita la data 1195. Grazie a questi interventi è possibile ascrivere il momento della costruzione della cornice della pieve di San Gimignano in un periodo compreso tra la fine del XII secolo e il 1215.
Successivamente la navata centrale venne sopraelevata e al posto delle monofore vennero aperte degli oculi in corrispondenza della volte, realizzate prima del 1367.

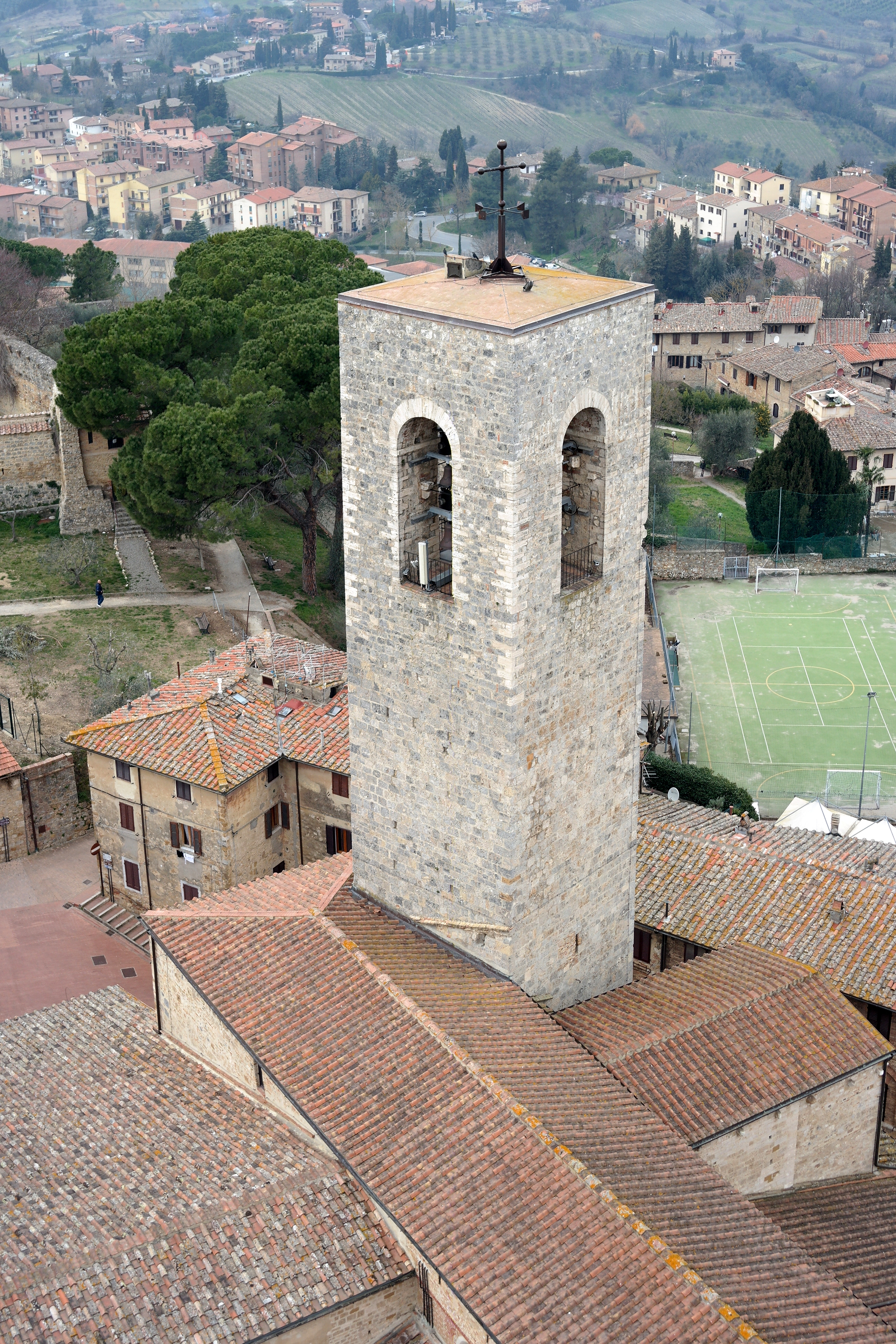
Campanile visto dalla Torre Grossa

Così come il claristorio anche le fiancate mostrano i segni di più fasi costruttive. La prima fase, corrispondente alla chiesa consacrata nel 1148, presenta una muratura in bozze di calcare amphistegine, arenaria e travertino disposte a filaretto e murate con malta; nella fiancata meridionale è visibile una porta chiusa da un pilastro del chiostro che metteva in comunicazione il presbiterio con il dormitorio. Dopo il 1239 le fiancate furono rialzate mediante l'uso del cotto e nel fianco meridionale vennero tagliate due monofore con arco a tutto sesto e tre finestre archiacute in quello settentrionale per rimediare al dislivello. Nel XIV secolo le aperture vennero tutte tamponate per poter eseguire gli affreschi interni, opera di Barna da Siena sulla parte destra e di Taddeo di Bartolo sulla sinistra.

### Tribuna
La zona della tribuna è quella cronologicamente di più recente realizzazione. Si è supposto che la primissima fase dei lavori, databili alla seconda metà del XII secolo, siano stati fatti all'esterno della primitiva chiesa, costruendo la nuova abside di fronte ala vecchia facciata per poi raccordala al resto dell'edificio una volta abbattuta quest'ultima. Successivamente, nel XIV secolo, venne realizzato il nuovo coro fino al campanile, poi, dopo aver tagliato le mura angolari del presbiterio, vennero costruiti i bracci del transetto, poi nel 1458 vennero aperte le cappelle per gli altari; nel 1466 venne prolungato il coro e infine tra il 1468 e il 1477 vennero costruite le due cappelle da Giuliano da Maiano.

## Interno
L'interno è a tre navate, scandite da colonne che ricordano le pievi del Casentino, con volte a vela affrescate e con intonaco dipinto alle pareti. La chiesa è decorata da importanti cicli pittorici che coprono tutte le pareti, uno ciclo risalente a più secoli ma molto raro nella sua completezza.
Le navate sono scandite da una serie di archi che formano le sette campate e sono sorrette da colonne in pietra sovrastate da capitelli romanici. Le colonne sono realizzate con rocchi di travertino, presentano basi di stile pisano (due tori separati da una scozia) e terminano con un collarino. I capitelli sono coronati o da pulvini modanati o da semplici abachi e, alcuni presentano una forma ungulata con una decorazione simile a quella riscontrabile sui capitelli della pieve di Céllole mentre altri presentano un'evoluzione del capitello ungulato e sono decorati con un motivo a fogliami con festoni e vortici, rosette sovrapposte e teste umane; presentano una fortissima somiglianza con quelli realizzati da Johannes Bundi, artista volterrano autore dei capitelli della Pieve di Santa Maria a Chianni tra la fine del XII secolo e i primi del XII. Se la datazione è corretta i capitelli sono stati realizzati in un secondo tempo rispetto ai fusti delle colonne, soprattutto se confrontati con quelli visibili nella pieve di Montignoso e quelli, dalle forme più arcaiche presenti nella pieve di Mensano e nella pieve di Casole d'Elsa.

### La chiesa originaria
In occasione dei restauri del 1951 vennero rinvenute le fondamenta della primitiva facciata e delle absidi minori (diametro 4 metri) e anche i basamenti modanati dei contrafforti della controfacciata. Grazie a queste scoperte è stato possibile ricostruire l'originale orientamento e l'impianto spaziale della chiesa. La chiesa originaria aveva tre absidi ed era divisa internamente in tre navate di sei campate da cinque coppie di colonne secondo un modello tipico della Val d'Elsa e riscontrabile anche nelle pievi di Céllole, Santa Maria a Chianni, Pietro e Paolo a Coiano, pieve di Mensano e altre nel territorio volterrano.
Durante i lavori si notò che: La differente posizione altimetrica dei basamenti suddetti, rispetto a quelli delle colonne, stanno ad indicare la precedente epoca di costruzione dei primi rispetto ai secondi

### Controfacciata

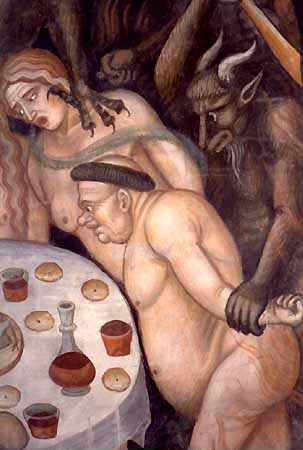
I golosi del Giudizio universale di Taddeo di Bartolo

Nella parete della controfacciata, al di sopra della porta destra vi sono le più antiche pitture realizzate in questa chiesa. Vi si trovano i pochi resti della gigantesca figura di San Cristoforo posta sotto le figure dipinte da Bartolo di Fredi. Ma soprattutto qui sono le pitture realizzate verso il 1305 da Memmo di Filippuccio. Le scene di Memmo sono disposte su tre ordini; nel registro più in alto si trova la scena raffigurante il Miracolo di San Nicola ripreso mentre dona a tre zitelle tre borse d'oro e altri resti di affreschi che raffigurano due donne addormentate o forse morte e il Martirio di un Santo dentro un calderone; la scena mediana non è identificabile; quella posta sopra la porta raffigura la Madonna col Bambino, due santi e due angeli adoranti.
La zona centrale interna della controfacciata è dominata dall'affresco raffigurante il Martirio di San Sebastiano, datato 1465 e firmato da Benozzo Gozzoli; l'affresco è inserito in una cornice decorativa in cui sono dipinte delle piccole figure di Santi mentre in basso è collocata la figura di Gesù Crocifisso fra San Girolamo e Sant'Onofrio. Sulle due mensole ai lati, davanti a finti tappeti damascati, si trovano le pregevoli statue lignee dell'Arcangelo Gabriele e di Maria Annunciata, che formano il gruppo dell'Annunciazione di Jacopo della Quercia (1421 con la colorazione di Martino di Bartolomeo del 1426).
La parte più alta della controfacciata è decorata da un Giudizio Universale di Taddeo di Bartolo, opera firmata e datata 1393; in questa opera l'artista senese raffigurò Cristo giudice fra Profeti e Angeli, la Madonna e San Giovanni. Più in basso vi sono le figure dei Dodici apostoli, dello stesso autore, e questa scena va raccordata con altre due scene, sempre di Taddeo, collocate all'inizio delle pareti laterali della navata mediana e dove sono raffigurati in quella di sinistra i Beati e in quella di destra i Dannati.
Le pitture sui pilastri laterali sono del Gozzoli: a sinistra una Assunta in Gloria e San Bernardo e Sant'Agostino, a destra un Sant'Antonio Abate e San Girolamo e San Bernardino.
Nella zona della navata destra, attorno all'oculo, si trova un affresco con due pavoni, animali dall'antica simbologia cristiana in quanto si credeva che le loro carni non marcissero mai, al pari del verbo di Cristo. Sul lato interno del pilastro si trova una Santa Fina e una Santa Caterina d'Alessandria eseguite verso il 1320 da Lippo Memmi.

#### Iridescenze
Nella controfacciata interna della navata centrale è ora inserito il rosone contemporaneo, inaugurato il 31 gennaio 2003,  dell'artista Marcello Aitiani. Per quest'opera il poeta Antonio Prete parla di «forme musicali della luce. Il tripudio che cerca il colore per dire la sua festa, la luce che insegue la forma nella quale sostare senza attenuare il suo legame con l'invisibile». L'opera in effetti appare una gioiosa e ricca meditazione visiva sul tema dello Spirito santo «che è stato dato agli uomini sotto forma di gioia» (Pastore di Erma).

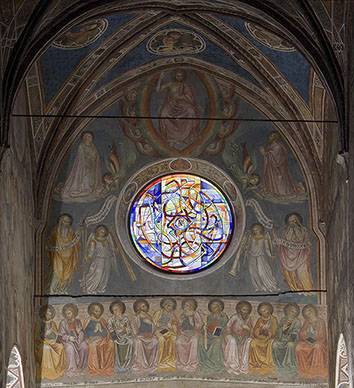
Iridescenze (2003), rosone di Marcello Aitiani

Il rosone è pensato dall'artista in dialogo armonico con il contesto pittorico-scultoreo, e in particolare con gli affreschi di Taddeo di Bartolo che interamente lo circondano, senza però rinunciare allo stile contemporaneo del proprio “alfabeto” pittorico; tale è la scala del continuum cromatico, ricchissima di valenze simboliche e di corrispondenze musicali, utilizzata in quest'opera e qui trasposta circolarmente in forma di arcobaleni anche a richiamare suggestioni teologico-poetiche. Il titolo del rosone, Iridescenze, allude infatti alla visione trinitaria, espressa poeticamente da Dante, delle tre Persone che si riflettono l'una nell'altra «come iri da iri», come arcobaleno da arcobaleno (Paradiso, canto xxxiii, vv.115-120). Visione cui Aitiani si è liberamente ispirato, secondo quanto si evince anche dalle sue note preparatorie: «una chiarezza solare in posizione centrale (nella quale è iscritto il monogramma del nome di Maria), circondata da un anello di luce con i colori dell'arcobaleno, allude alla divinità del Padre. Un secondo anello, anch'esso con i colori dell'iride in rotazione continua, chiude il bordo esterno del rosone e si espande in luce cruciforme, a suggerire il Figlio (ancora un'iconocrasi: il cerchio è, nello stesso tempo, una croce). Spirano tra i due arcobaleni, secondo l'immagine poetica che Dante riferisce allo Spirito santo, strisce di luce-colore-fuoco, strutturate in configurazioni dalle geometrie complesse come frattali di Mandelbrot».
«Il nastro di luce - scrive il poeta Antonio Prete - danza fluttuando in gioioso arcobaleno e si avvolge intorno a un cerchio che è principio e fonte. Fonte di luce. Il rosone che irraggia fugando le ombre invita alla meditazione. Sovrapposizioni di luce che si fanno colore, giochi d'onda toccati dalla luce. La dantesca visione dell'ultimo canto del Paradiso è sullo sfondo, sfiorata e insieme allontanata nella sua irripetibile esperienza, in quella “profonda e chiara sussistenza / dell'alto Lume”».
Il “linguaggio” attualissimo dell'opera, ma non chiassoso o stravagante, si sposa a tecniche e materiali tipici della più antica tradizione (vetri con diverse caratteristiche materiche e cromatiche, con interventi pittorici dell'artista e cotture in forno. Le tessere vetrarie sono legate a piombo).

### Navata mediana
Le pareti volte verso la navata centrale sono decorate con un fregio monocromo opera di Pier Francesco Fiorentino raffigurante dei putti reggifestoni e al di sotto vi sono dodici medaglioni che raffigurano le figure di dieci apostoli e di due personaggi non riconoscibili. In fondo, sull'arco trionfale al di sopra dell'altare maggiore, si trova una Cristo in Pietà sul sepolcro opera di Sebastiano Mainardi. Sulle vele della volta della prima campata della navata mediana si trovano raffigurati i Quattro Evangelisti, opera di Taddeo di Bartolo Nei sottarchi sono raffigurati i quattro Profeti (a destra) e le Virtù cardinali (a sinistra), dello stesso autore.
Il pulpito si trova addossato alla quarta colonna di destra ed è un'opera di legno intarsiato di Antonio da Colle (1469).

### Navata sinistra
La navata sinistra presenta le pareti coperte di affreschi con le Storie del Vecchio Testamento di Bartolo di Fredi, dipinte nel 1367. Il ciclo si sviluppa in sei campate (la sesta quasi del tutto perduta) su tre registri, dei quali quello superiore contiene lunette.
Nel primo registro:
- Creazione del mondo (notevole esempio di raffigurazione delle concezioni astronomiche del Trecento dove la terra è posta al centro del disco azzurro del cielo suddiviso nei suoi segni zodiacali)
- Creazione dell'uomo
- Adamo nel paradiso terrestre
- Creazione di Eva
- Il frutto proibito
- Peccato originale (perduta)

Nel secondo registro, da sinistra, dieci riquadri (altri due sono perduti)
- Cacciata dal paradiso (molto lacunosa)
- Caino uccide Abele (molto lacunosa)
- Costruzione dell'Arca
- Gli animali entrano nell'Arca
- Uscita dall'Arca
- Ubriachezza di Noè
- Partenza di Abramo e di Lot dalla terra dei Caldei
- Abramo si divide da Lot nella terra di Canaan
- Sogno di Giuseppe
- Giuseppe calato nella cisterna
- Storia di Giuseppe in Egitto (perduta)
- Storia di Giuseppe in Egitto (perduta)

Nel registro inferiore, da sinistra, undici riquadri (l'ultimo è perduto)
- Giuseppe fa arrestare i fratelli (molto lacunosa)
- Riconoscimento di Giuseppe (lacunosa)
- Mosè muta la verga in serpente
- L'esercito del faraone annegato
- Passaggio del mar Rosso
- Mosè sul Sinai
- Il demonio ottiene da Dio di tentare Giobbe
- Il demonio uccide le mandrie di Giobbe
- I figli di Giobbe sepolti sotto le case
- Giobbe ringrazia Dio
- Giobbe confortato dagli amici (lacunosa)
- (scena perduta)

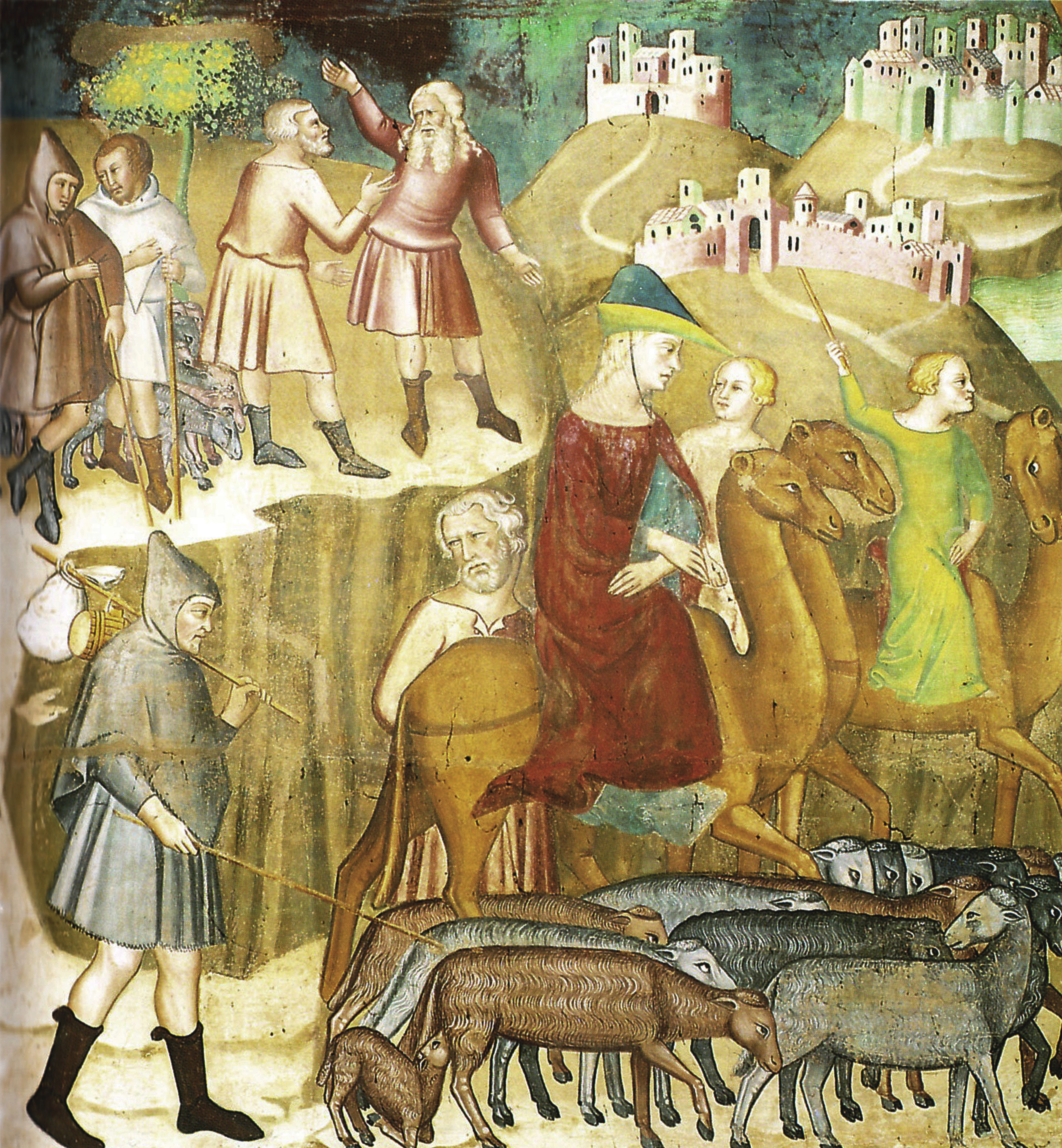
Abramo si divide da Lot nella terra di Canaan
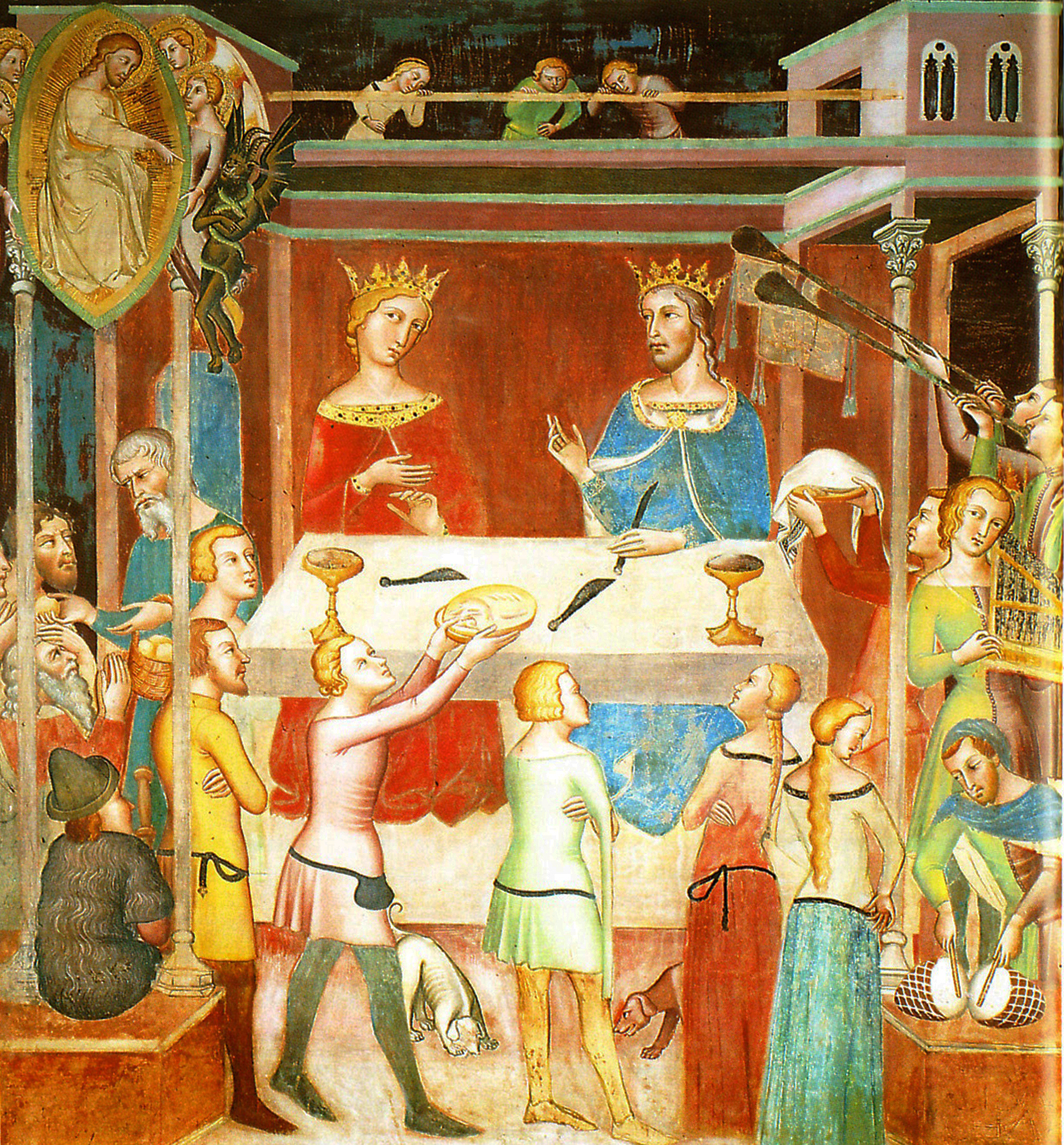
Il demonio ottiene da Dio di tentare Giobbe
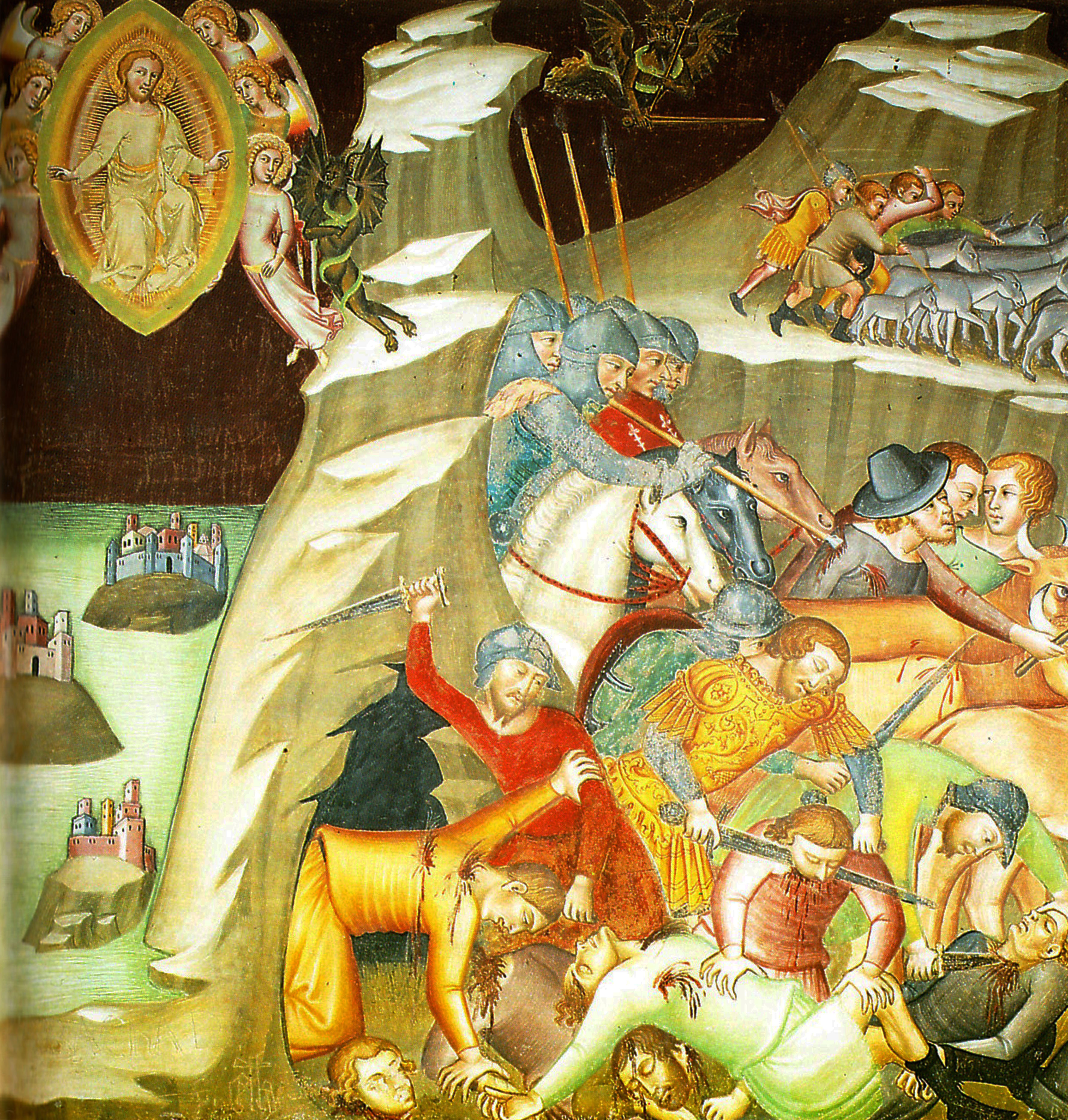
Il demonio uccide le mandrie di Giobbe
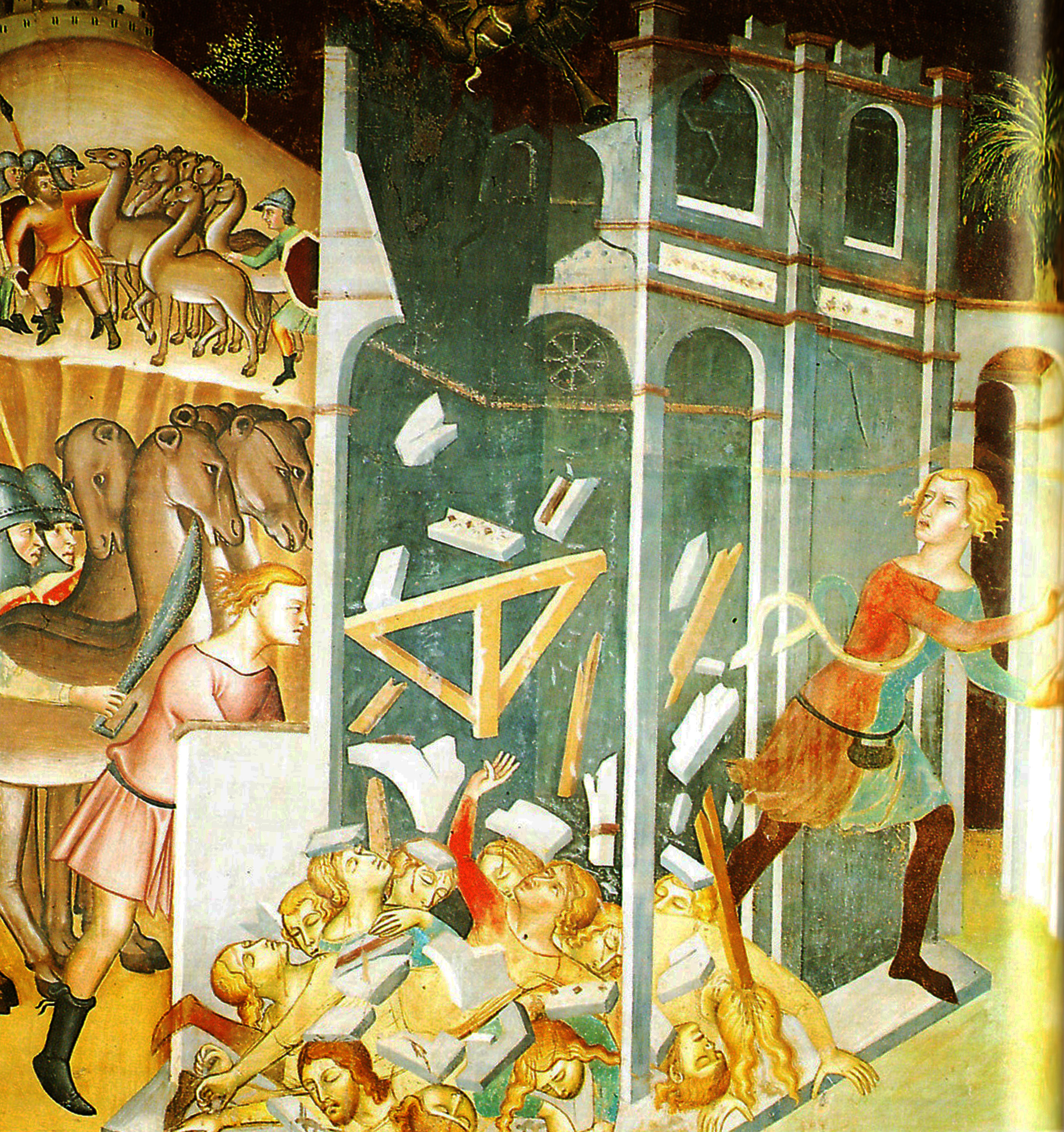
I figli di Giobbe sepolti sotto le case

Nelle lunette degli archi verso la navata mediana si trovano i Profeti attribuiti a Pier Francesco Fiorentino.

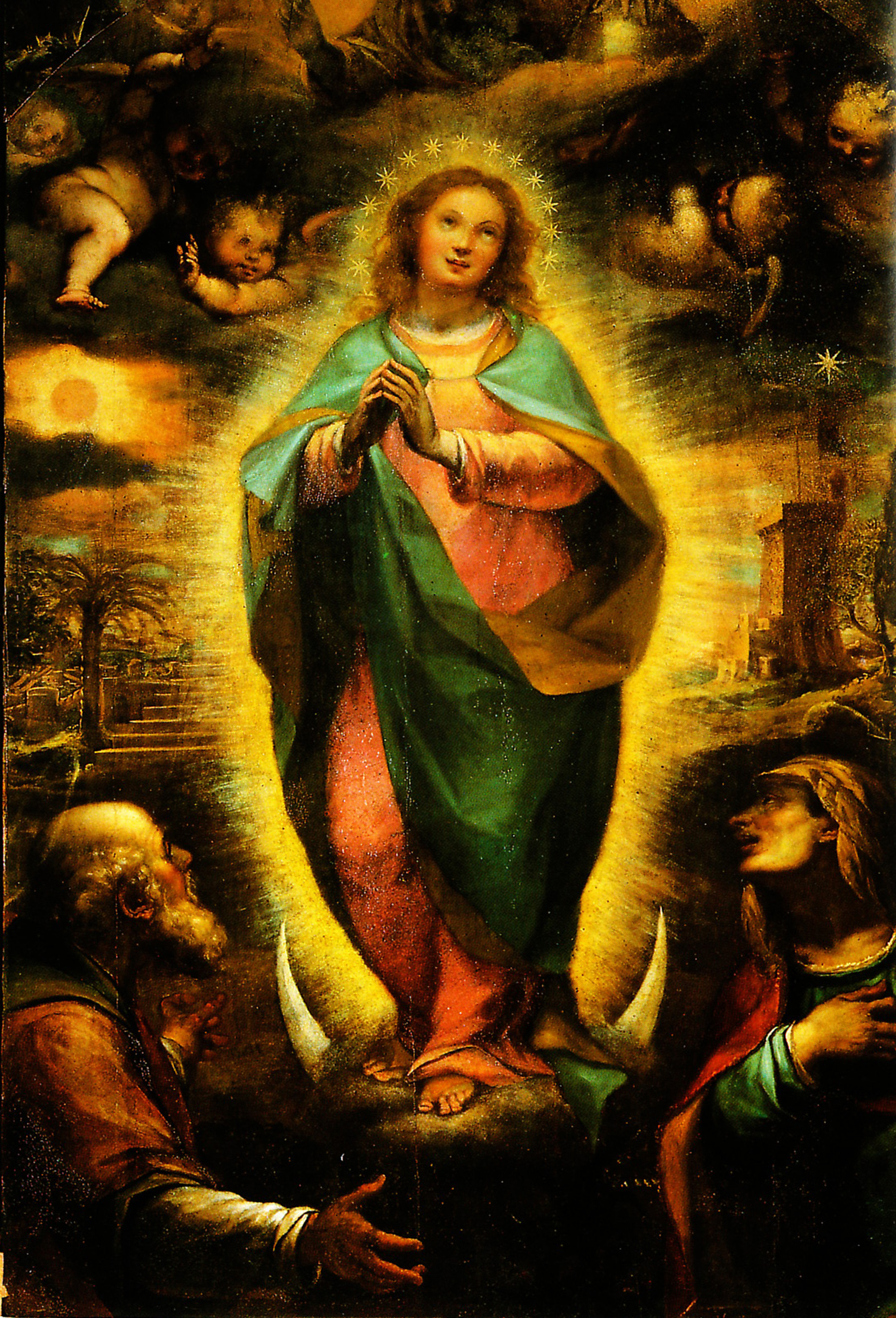
Immacolata Concezione, Ludovico Cardi

Il pilastro presso il portale è decorato con una Santa Caterina ad affresco, di Lippo Memmi, mentre a destra del portale sono raffigurate Scene della vita di San Nicola di Bari e laConsacrazione della chiesa. Sulla porta si trova un affresco del 1305 di Memmo di Filippuccio con la Madonna e angeli.

### Cappella della Concezione
La Cappella della Concezione si trova all'altezza della settima arcata della navata sinistra. Costruita nel 1477 su imitazione della cappella di Santa Fina è stata ristrutturata nel Seicento. Vi si trovano affreschi di Pier Dandini raffiguranti la Nascita di Maria e Adorazione della Santissima Annunziata sulle pareti laterali mentre sulla volta è raffigurata la Incoronazione della Madonna. All'altare si trova una tela con dipinta Immacolata Concezione opera di Ludovico Cardi detto il Cigoli.

### Navata destra
Per lungo tempo il ciclo delle Storie di Cristo è stato attribuito a un fantomatico Barna, che Lorenzo Ghiberti per primo aveva citato nei suoi Commentarii, storpiando quello di Bartolo di Fredi, pittore che effettivamente aveva lavorato nella Collegiata nel 1367, ma nelle Storie del Vecchio Testamento.
(Lorenzo Ghiberti, I Commentarii, III, 1.)
Giorgio Vasari già nella prima edizione delle sue Vite (1550) identificò un tal Berna Sanese, ovvero Bernardo, come l'autore delle Storie del Vecchio Testamento (ma delle Storie del Nuovo Testamento nell'edizione del 1568), riprendendo qualche dato biografico e artistico dal Ghiberti e aggiungendo che durante la realizzazione dell'opera nel 1381 Berna cadde dai ponteggi e morì due giorni dopo.
BERNARDO SENENSI PICTORI IN PRIMIS ILLVSTRI QVI DVM NATVRAM DILIGENTIVS IMITATVR QVAM VITAE SVAE CONSVLIT DE TABVLATO CONCIDENS DIEM SVVM OBIIT GEMINIANENSES HOMINIS DE SE OPTIME MERITI VICEM DOLENTES POSVERVNT.
Furono le opere del Berna Sanese nel MCCCLXXXI.»
(Giorgio Vasari, Le Vite)
Già Peleo Bacci nel 1927 si chiedeva, in un articolo che ebbe poco seguito, se il Barna o Berna fosse mai esistito. Per lo soluzione dell'equivoco, però, bisogna arrivare al 1976 quando Gordon Moran finalmente stabilì che la lettura Barna di Ghiberti era solo an uncorrect transcription of the name Bartolo; il Vasari aveva fatto il resto. Così grazie anche agli studi di Antonino Caleca (1976), Bellosi (1977 e 1985), Volpe (1982) e Boskovits (1983), il ciclo è stato cronologicamente arretrato al periodo compreso tra il 1335 e il 1345 e attribuito alla collaborazione tra Lippo Memmi, succeduto al padre Memmo nel ruolo di Pictor civicus a San Gimignano, e al fratello Federico (o Tederico).
La parete laterale della navata destra è occupata da un famoso ciclo di affreschi con Storie del Nuovo Testamento, dipinti tra il 1338 e il 1340 dai fratelli Lippo e Federico Memmi, influenzati dallo stile del più celebre cognato Simone Martini. 
Gli affreschi sono distribuiti su tre fasce orizzontali nelle sei campate della navata. La lettura degli episodi è quasi interamente bustrofedica.
- La fascia più alta è contenuta nelle sei lunette, dall'ingresso verso l'altare:
  - Annunciazione
  - Natività di Cristo
  - Adorazione dei Magi
  - Presentazione al Tempio di Gesù
  - Strage degli Innocenti
  - Fuga in Egitto
- Gli episodi proseguono nella seconda fila con otto riquadri, dalla quarta alla prima campata:
  - Disputa al Tempio
  - Battesimo di Gesù
  - Vocazione di Pietro e Andrea
  - Nozze di Cana (parzialmente lacunosa)
  - Trasfigurazione
  - Resurrezione di Lazzaro
  - Entrata in Gerusalemme
  - Gesù accolto dalla folla (i due riquadri, con un escamotage tecnico, rappresentano un unico episodio, dilatato nelle dimensioni di una campata)
- Nel terzo registro, il più basso, altri otto riquadri, dall'ingresso verso l'altare:
  - Ultima Cena
  - Tradimento di Giuda
  - Preghiera del Getsemani
  - Bacio di Giuda
  - Gesù davanti a Caifa
  - Flagellazione
  - Incoronazione di spine
  - Andata al Calvario
- Nella quinta campata, nella doppia altezza dei due registri
  - Crocefissione
- Nella sesta campata i quattro riquadri, due per fila, rappresentano gli episodi post mortem:
  - Deposizione (ampiamente lacunoso)
  - Discesa nel Limbo (lacunoso)
  - Resurrezione
  - Pentecoste

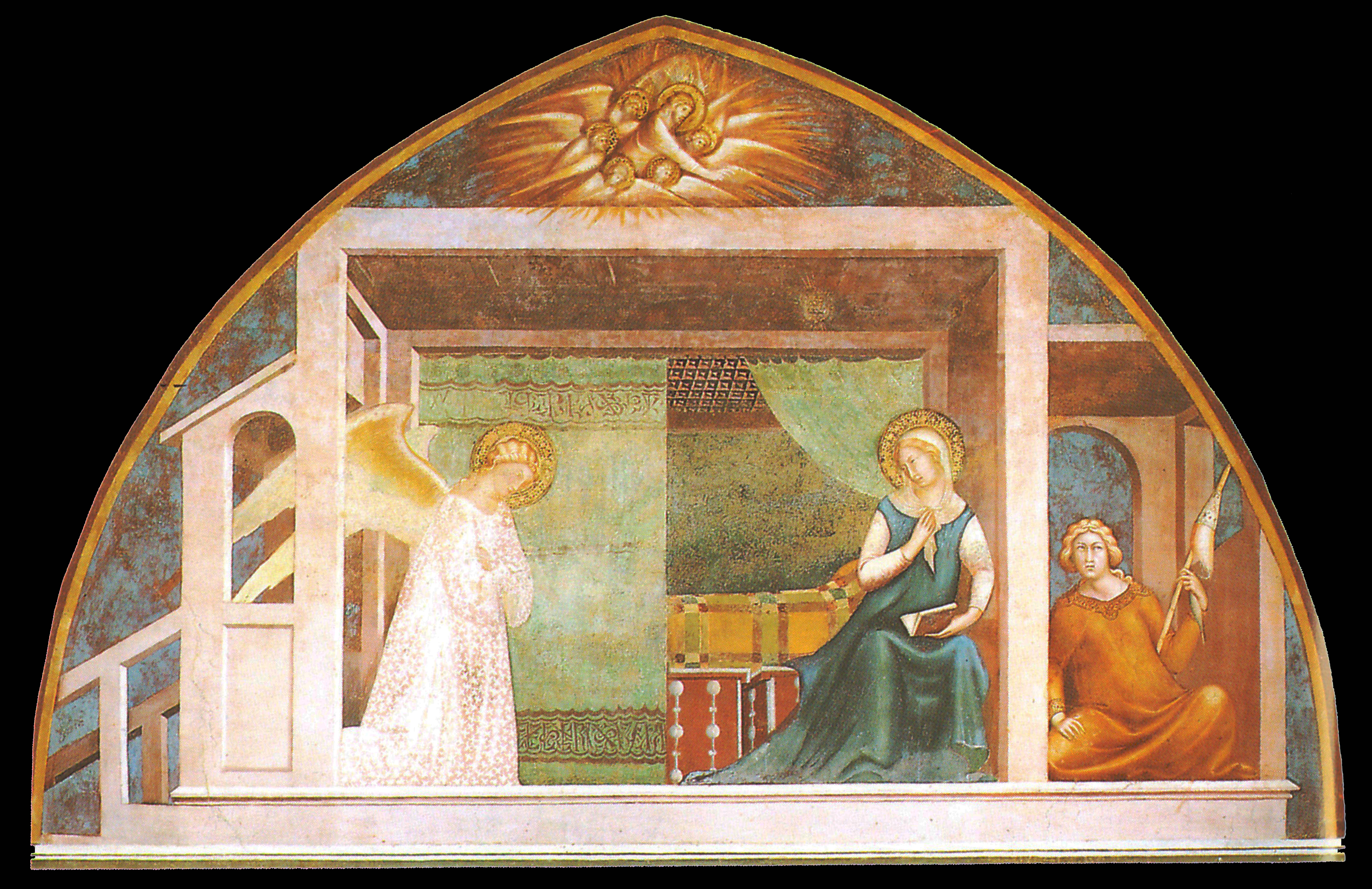
Annunciazione
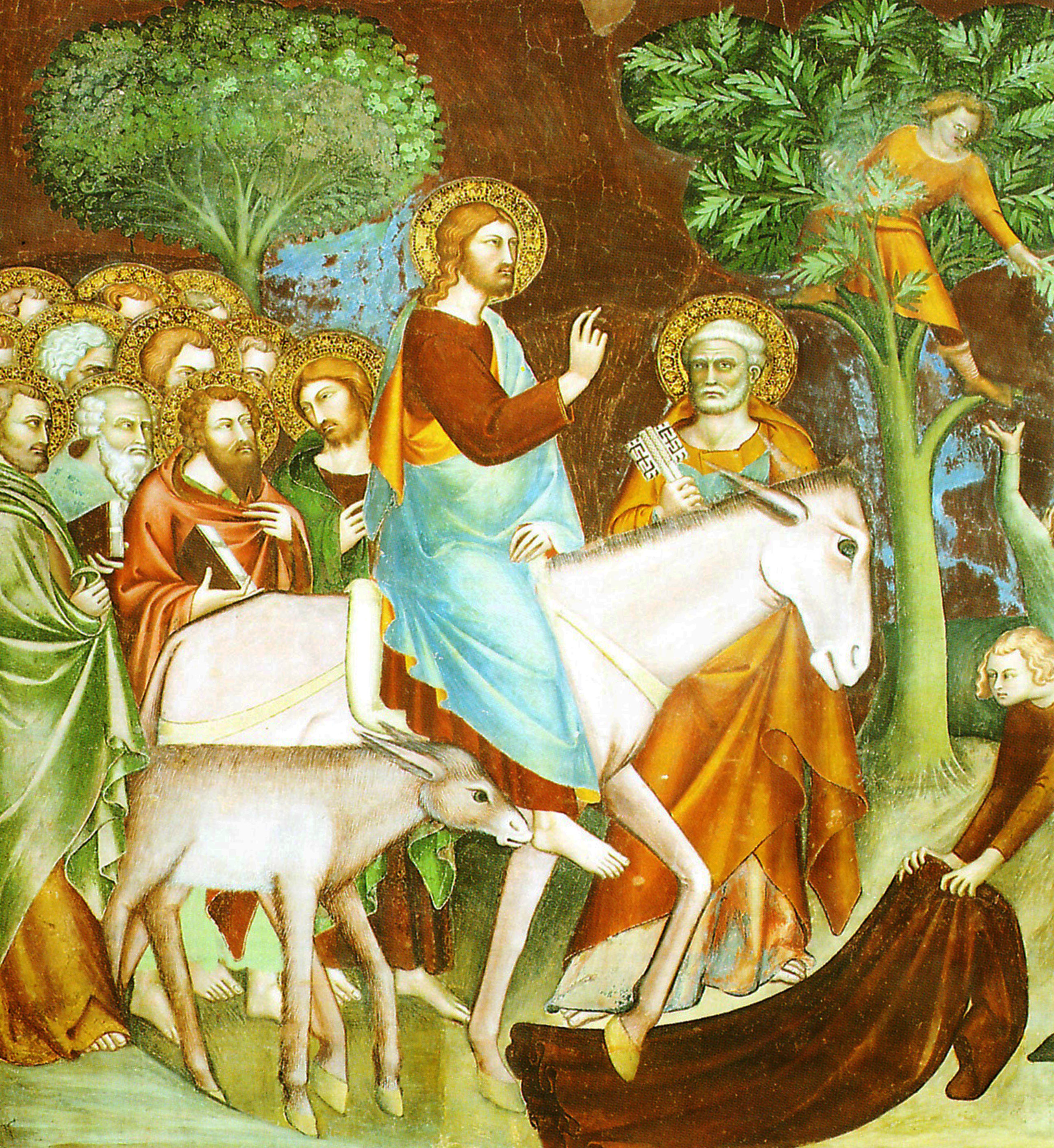
Gesù diretto a Gerusalemme
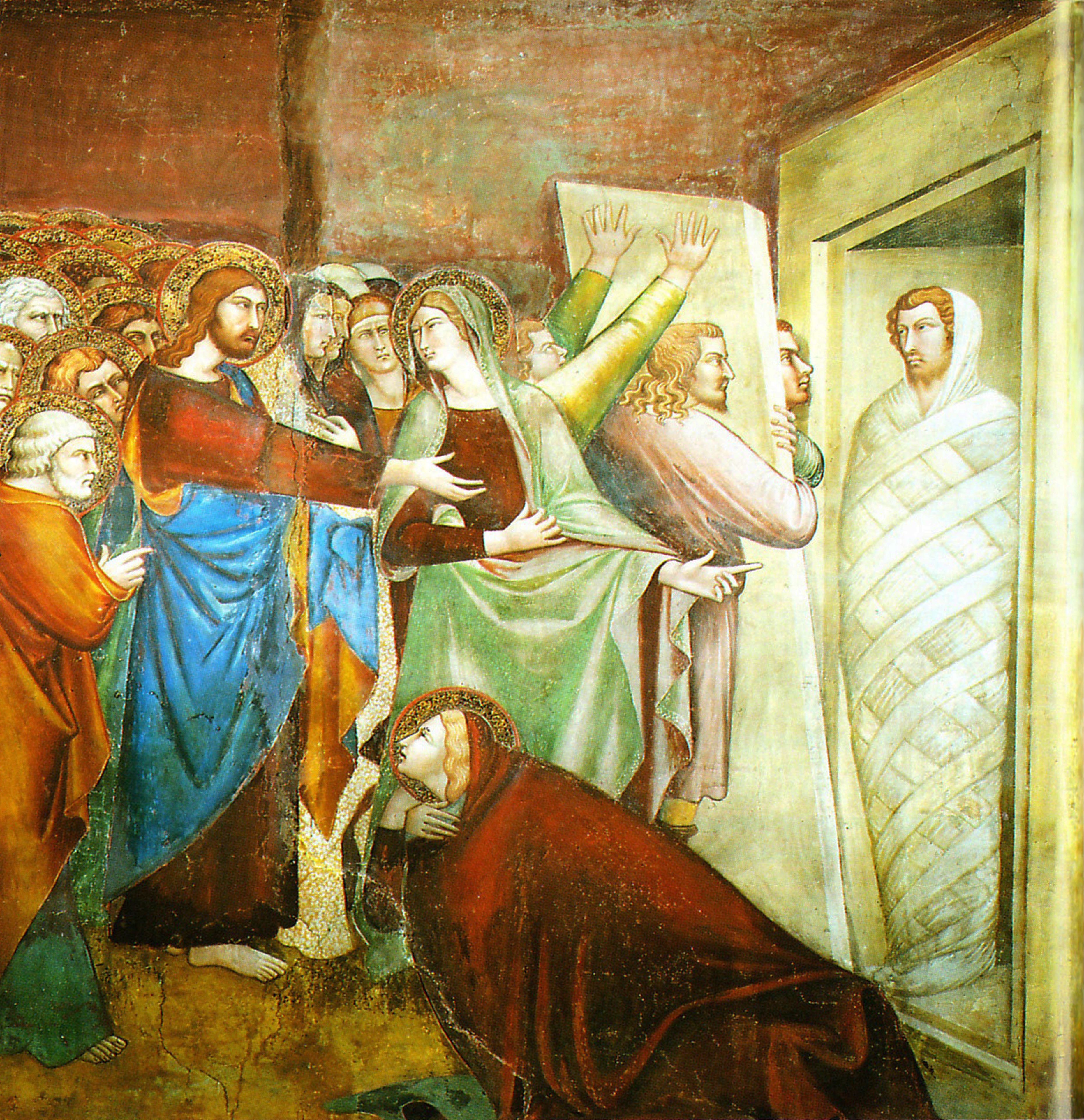
Resurrezione di Lazzaro
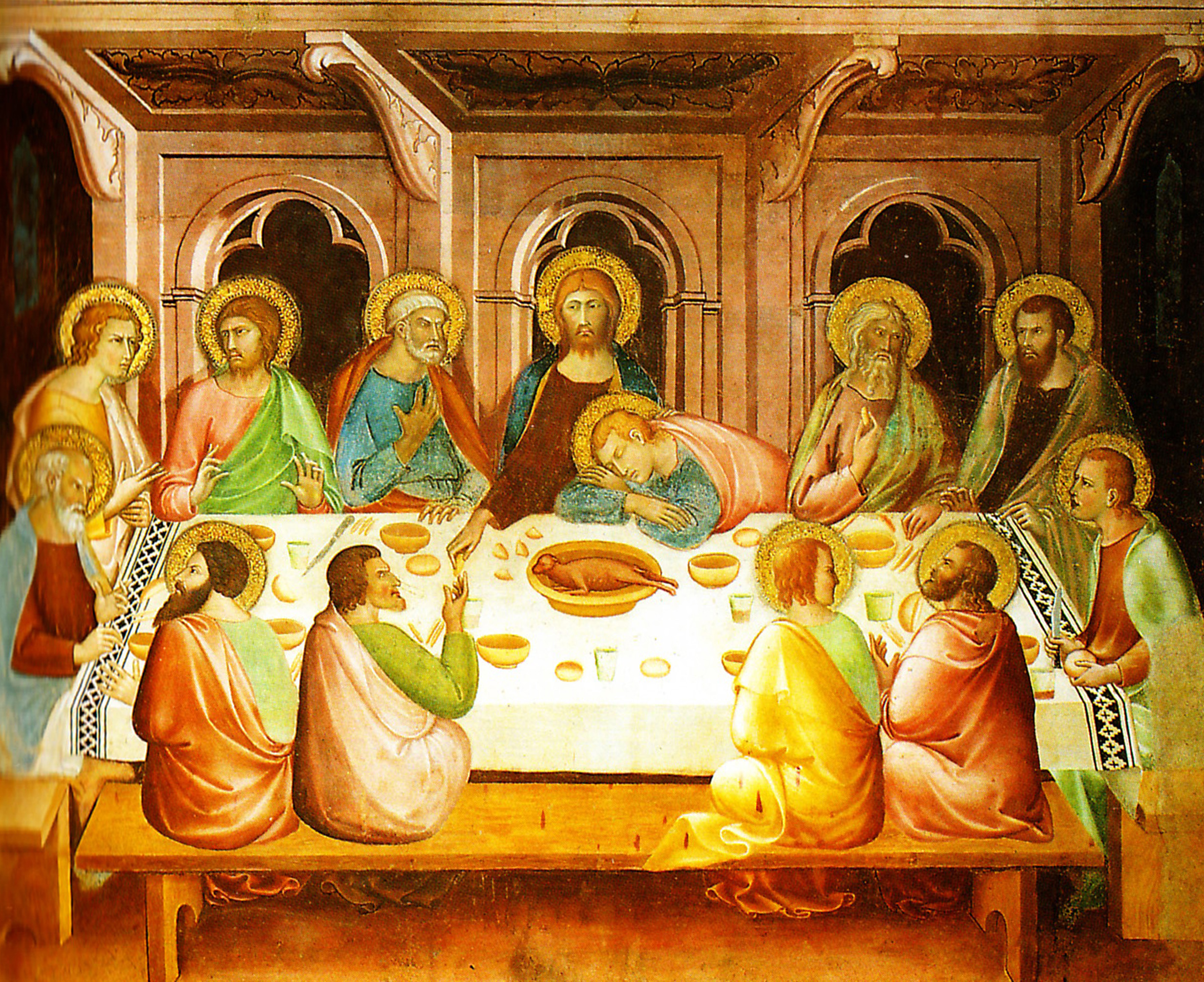
Ultima Cena
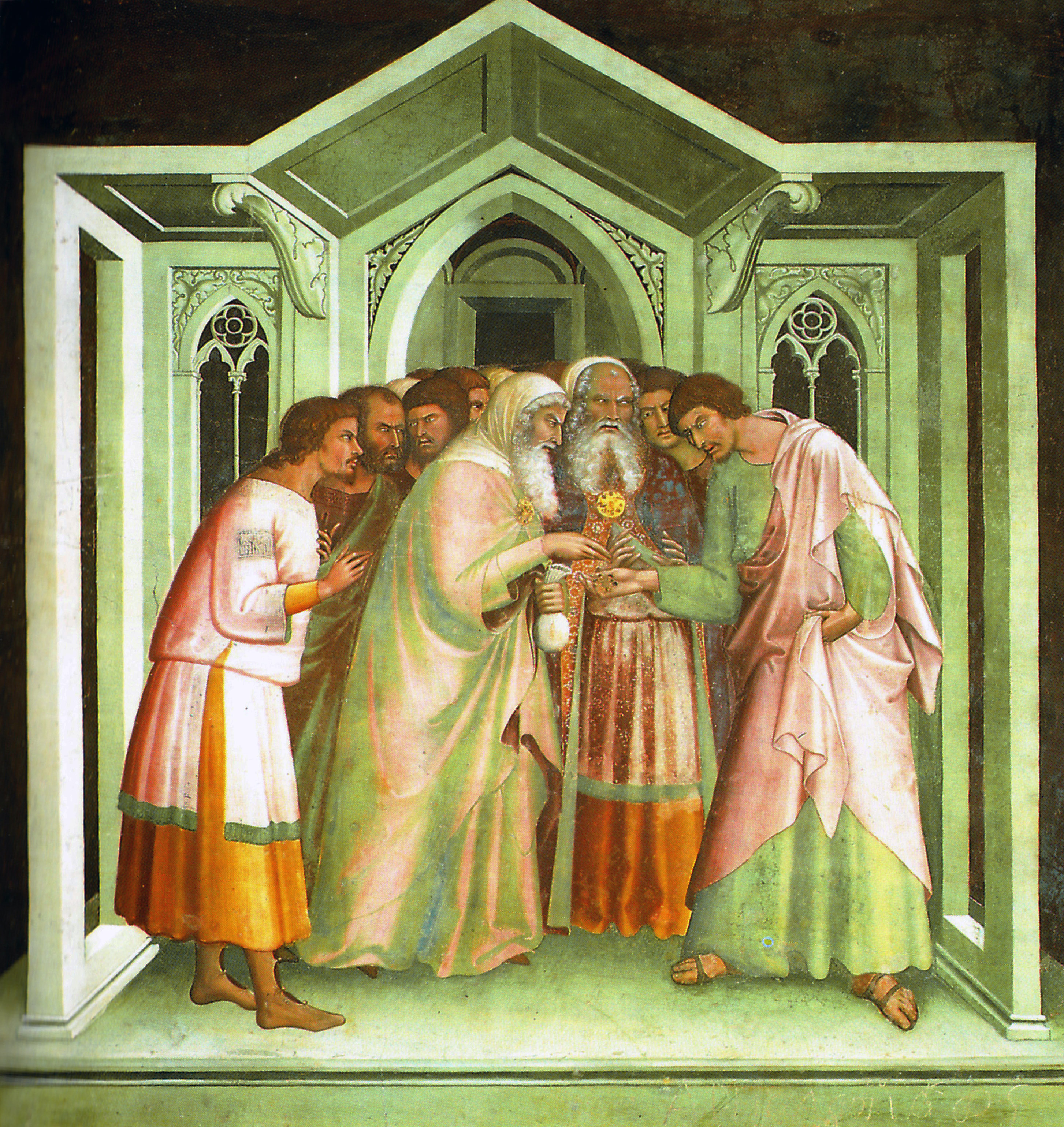
Giuda riceve i 30 denari

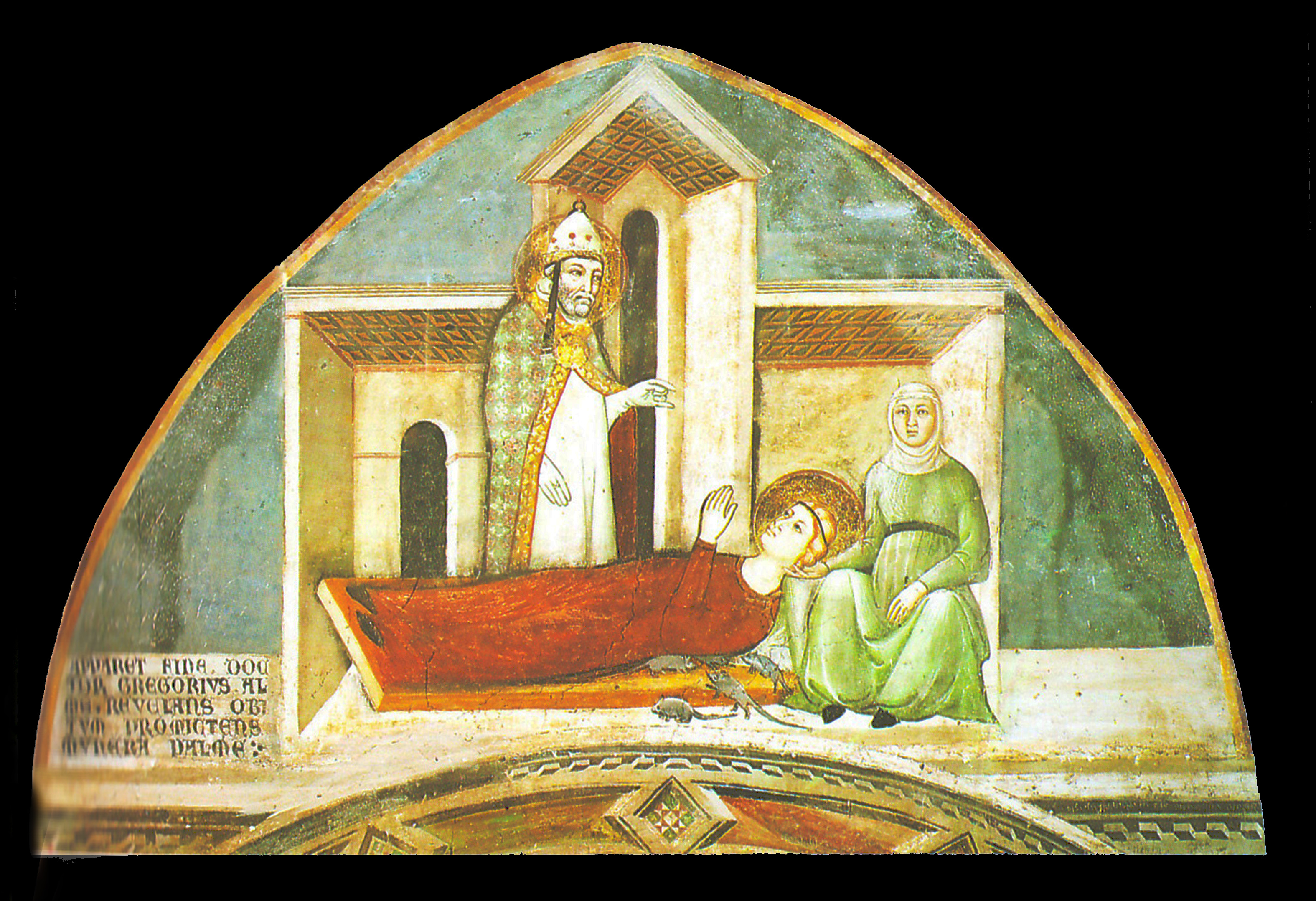
San Gregorio papa che predice a Santa Fina il giorno della sua morte, Niccolò di Segna

Il lato verso la navata mediana è decorato sopra gli archi da una serie di sei Profeti dei fratelli Memmi, mentre la settima lunetta davanti alla Cappella di Santa Fina raffigura San Gregorio papa che predice a Santa Fina il giorno della sua morte, attribuito a Niccolò di Segna di Bonaventura. Lungo la parete, per tutta la lunghezza della storie, si trova un pancale intagliato e intarsiato realizzato nel 1470 da Antonio da Colle.

### Cappella di Santa Fina

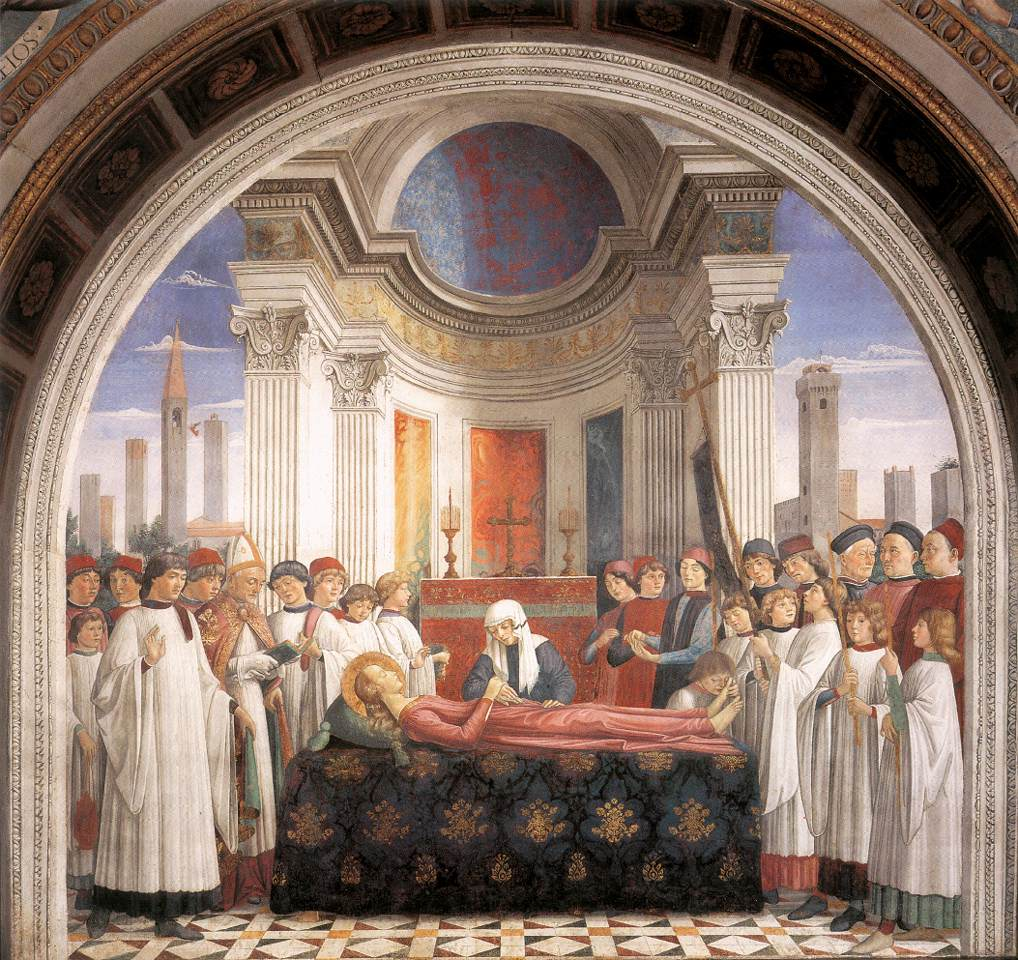
Domenico Ghirlandaio, Esequie di Santa Fina, Cappella di Santa Fina

Si trova in fondo alla navata destra, nella settima arcata. Capolavoro del rinascimento toscano, venne realizzata su progetto di Giuliano e Benedetto da Maiano nel 1468. L'architettura è composta dalle tre pareti della cappella su ciascuna delle quali si apre un'arcata; in alto la trabeazione è decorata da un fregio in terracotta colorata con serafini, oltre il quale si trovano le lunette che inglobano anche le finestre circolari. La santa è sepolta sotto l'altare, che è opera di Benedetto da Maiano del 1475 ed è sormontato da un tabernacolo con un fine pittura su cuoio del suo ritratto, opera del senese Manno di Bandino dei primi del Trecento. L'urna sopra il tabernacolo ha contenuto le ossa della santa fino al 1738. La lunetta superiore è decorata da una Madonna con Bambino tra due angeli.
Le pareti laterali furono affrescate da Domenico Ghirlandaio verso il 1475. A destra San Gregorio che annuncia a Santa Fina la data della sua morte, sormontato dalla scena Due angeli trasportano in cielo la santa. A sinistra le Esequie di Santa Fina, che comprende anche l'illustrazione di tre miracoli della leggenda della santa (Guarigione della nutrice di Beldia, Chierico che riacquista la vista e  Campane suonate dagli angeli). I pennacchi delle arcate presentano i Profeti, mentre le lunette sono decorate con i Santi Ambrogio, Nicola, Girolamo, Gimignano e Agostino. Nella volta sono presenti infine i Quattro evangelisti.
I pancali lignei intagliati e intarsiati, disposti lungo le pareti laterali, sono di Antonio da Colle.

### Presbiterio
La crociera del Duomo è rialzata di quattro gradini. Fu decorata da Giovanni di Cambi nel 1503 ad eccezione dei due tondi in alto con San Pietro e San Giovanni Battista di un pittore senese del Trecento. L'altare maggiore presenta un ciborio di Benedetto da Maiano (1475).
Il coro è dotato di un doppio ordine di stalli lignei realizzati da Antonio di Colle nel 1490.
La prima cappella a sinistra dell'altare è detta di San Gimignano ha un altare comporto da alcuni pezzi dell'altare maggiore antico, opera di Benedetto da Maiano demolito e sostituito con un altro nel Seicento. La cappella di fondo, sempre a sinistra, presenta invece la pala con l'Invenzione della Croce di Simone Ferri.

### Organo a canne
Nella sesta campata della navata laterale di sinistra, sopra la cantoria marmorea del 1450, si trova l'organo a canne; venne costruito tra il 1500 e il 1502 da Pietro Donati e successivamente fu oggetto di diversi rifacimenti, dapprima da parte di Pietro Agati nel 1780, poi della Agati-Tronci nel 1905-07, che lo hanno portato all'attuale conformazione.
Lo strumento è a trasmissione integralmente meccanica sospesa e dispone di 17 registri (diversi dei quali suddivisi in Bassi e Soprani); il materiale fonico è integralmente racchiuso entro cassa lignea, con mostra in tre campi composta da canne di principale. La consolle è a finestra, e dispone di una tastiera e pedaliera.

### Sagrestia
La sagrestia è ornata da vari dipinti di scuola fiorentina del XVIII e del XVIII secolo. Tra i più interessanti: Discesa di Cristo al Limbo opera di Matteo Rosselli, Incoronazione della Vergine del Passignano, un Presepe e un Adorazione della Trinità opera di Giovanni Camillo Sagrestani e le due Deposizioni tardo cinquecentesche di Jacopo Ligozzi (1591) e di Domenico Passignano (1590).

### Campanile
La torre campanaria è l'elemento più antico dell'interno complesso. Nasce infatti come elemento isolato, una della numerose torri familiari di San Gimignano, e prima dell'inizio del XIII secolo venne trasformato in campanile. Il cambio di uso comportò anche l'apertura di ampie monofore in cui vennero collocate le campane.

### Chiostro
Una porta con imposte lignee sempre di Antonio da Colle (1469) porta dalla crociera sinistra al chiostro, circondato da un portico con arcate, che sono sostenute da colonne poggianti su uno zoccolo continuo. Dal chiostro si gode una bella vista delle torri nell'angolo sud-occidentale.
Nel chiostro si affacciano il palazzo della propositura, la canonica e il dormitorio, edifici tutti riferibili al XIII secolo.

## Piviere di San Gimignano alla fine del XIII secolo[51]

### All'interno del castello
Chiese
- Chiesa di Santo Stefano in Canova
- Chiesa di San Lorenzo in Ponte
- Chiesa di San Biagio
- Chiesa di San Matteo
- Chiesa di San Martino
- Chiesa di San Pietro in Forliano
- Chiesa di San Galgano
- Chiesa di San Donato
- Chiesa di San Michele
- Chiesa di San Michele in Cimitero
- Chiesa di Santa Caterina nel Presbiterio

Spedali
- Spedale della Pieve
- Spedale di San Jacopo al Tempio
- Spedale di San Giovanni
- Spedale della Scala
- Spedale di Santa Fina
- Spedale di Santa Croce
- Spedale di Donna Nobile
- Spedale degli Innocenti

### Fuori dal castello
Canoniche
- Canonica di San Michele Arcangelo a Strada
- Canonica di San Leonardo a Casaglia
- Canonica di San Frediano a Castelvecchio
- Canonica di San Frediano a Torri

Chiese
| - Chiesa di San Donato - Chiesa di Santa Lucia - Chiesa di Santa Maria d'Aiano - Chiesa di San Giusto a Barbiano - Chiesa di Santa Lucia a Barbiano - Chiesa di San Niccolò a Bibbiano - Chiesa di Sant'Angelo a Bibbiano - Chiesa dei Santi Filippo e Jacopo a Bucignano - Chiesa di San Niccolò a Campochiarenti - Chiesa di San Pietro a Casaglia - Chiesa di Santa Maria a Casagliola - Chiesa di San Giovanni a Casale - Chiesa di San Michele a Casale - Chiesa di San Pietro a Ciuciano - Chiesa di Santa Lucia de' Cori - Chiesa dei Santi Cristoforo e Jacopo a Cortennano - Chiesa di San Biagio a Cusona | - Chiesa di San Martino ai Fosci - Chiesa di Santo Stefano ai Fosci - Chiesa di San Lorenzo a Fulignano - Chiesa di San Lorenzo a Montauto - Chiesa di San Bartolomeo a Monti - Chiesa di San Martino a Monti - Chiesa di San Michele a Padule - Chiesa di San Bartolomeo a Pescille - Chiesa di San Lorenzo in Piano - Chiesa dei Santi Silvestro e Ippolito a Racciano - Chiesa di San Michele a Ranza - Chiesa di San Michele a Remignoli - Chiesa di San Biagio a Renzano - Chiesa di San Vito a Renzano - Chiesa di San Tommaso alla Rocchetta - Chiesa di Santa Maria a Sovestro - Chiesa di Santa Maria a Villa Castelli - Chiesa di San Lorenzo a Villa Castelli |  |

Spedali
- Spedale di Torri
- Spedale di Monti

## Note

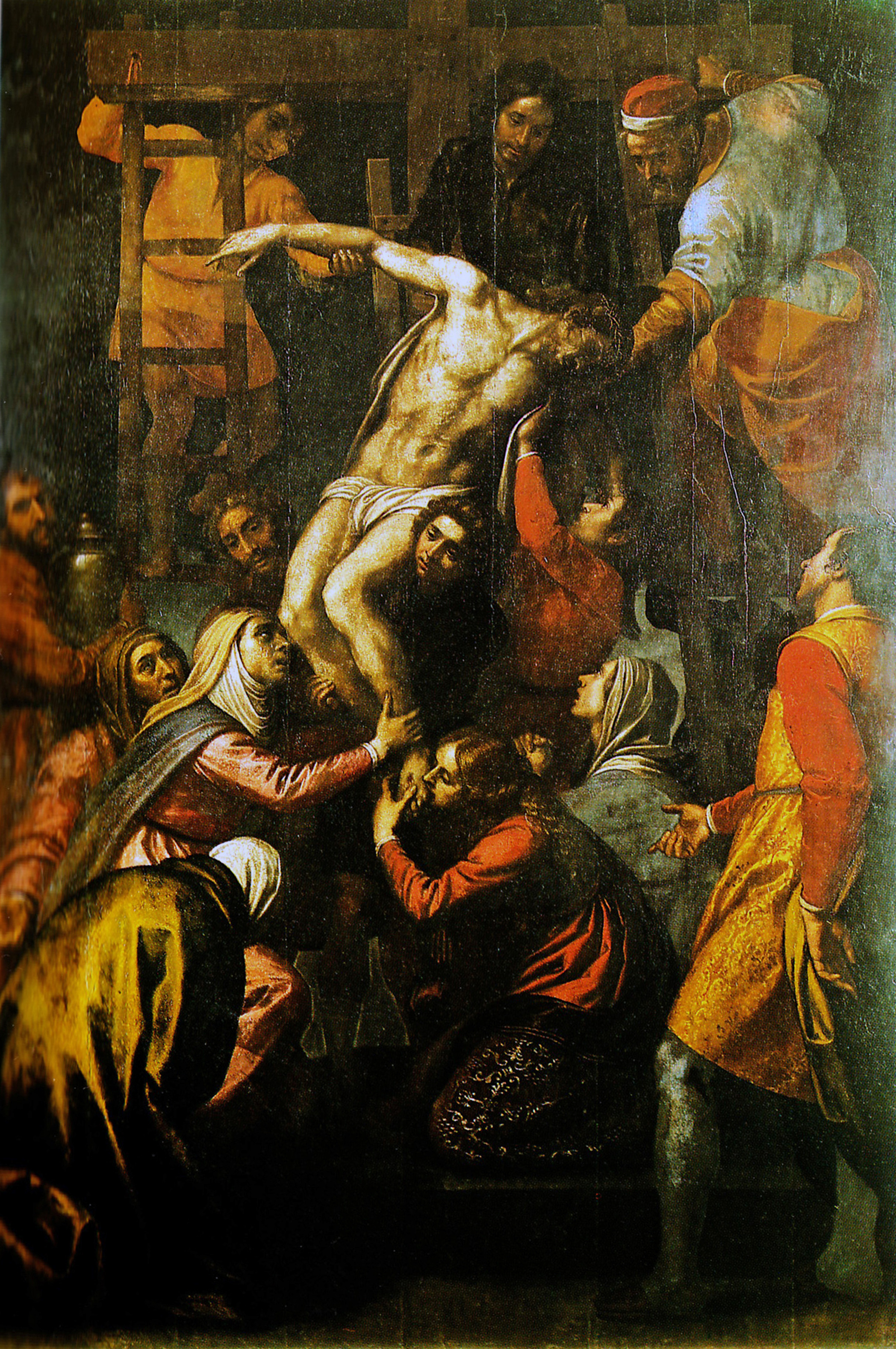
Deposizione dalla Croce, Il Passignano